# 卡加利輕鐵

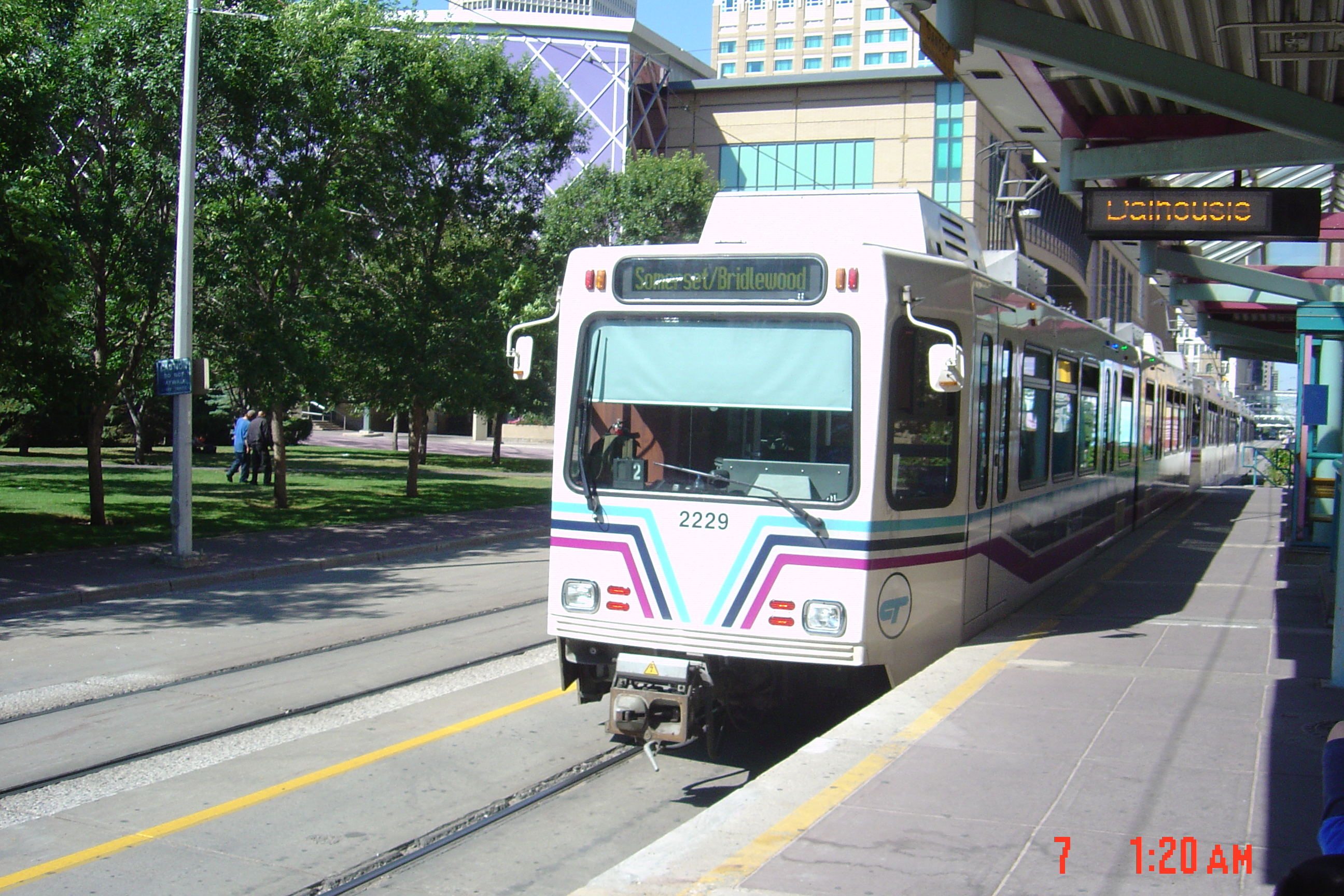

卡尔加里轻铁（英語：CTrain）是加拿大艾伯塔省卡尔加里市的轻型铁路系統，首段线路于1981年5月25日正式通車，由市營的卡尔加里交通局（Calgary Transit）营运。现有系統軌道全长约60公里，營運上分為2條路綫（201号红线和202号蓝线）。直至2017年，卡加利輕鐵以每週306,900位乘客，成為北美洲其中一個最繁忙的輕型鐵路系統。

## 歷史
於卡加利建設都市鐵路系統的構思源於1967年一份運輸研究報告，報告提議在1978年於市內建成由兩條行車綫構成的地鐵系統，其中一綫與現今的201綫非常相近，由西北方的班芙徑（Banff Trail）伸延至南部的南木（Southwood，相當於現今的南地站），中途會在市中心的南7大道地底設五個車站；另一綫則由市中心沿西南26大道向西伸展。然而七十年代市內建造業相當興旺，興建重鐵成本飛漲，使地鐵概念遭到唾棄。此時輕便鐵路因長遠營運成本較低和有助解決交通擠塞問題，壓倒興建巴士專用道與擴展藍箭巴士（Blue Arrow，與現今巴士快速交通系統相似）的方案。
1975年的卡城輕鐵定案提出興建由市中心第8街站延至安達臣道的路綫，於1977年5月獲市議會通過，旋於一個月後動工，歷經三年建設於1981年5月25日通車，成為北美首個輕鐵系統。此即卡加利輕鐵的「南綫」（South Line）。儘管輕鐵於下一步應按原定計劃向西北面擴展，市政府礙於來自政客之壓力，不得不先將輕鐵接通東北面，先行興建由市中心通往白角站（Whitehorn）之「東北綫」（Northeast Line），1985年4月27日通車。東北綫之落成令卡加利輕鐵系統形成雙綫格局，南綫會與日後興建之西北延綫合組201綫（後稱紅綫），而東北綫則為202綫（後稱藍綫），兩綫在市中心的南7大道運輸走廊並行。
東北綫既成，市政府終可處理西北綫（Northwest Line）之工程，將201綫由市中心向西北延伸至卡加利大學，也就是1988年冬季奧林匹克運動會選手村之所在。此段新綫在1987年9月17日啟用，趕及應付翌年冬奧會帶來的交通需求。三年後，西北綫再行伸延，增加布伦伍德站（Brentwood）一站。
踏入千禧年代，上述路綫時有延伸，並有新車站啟用：
- 2001年10月9日 - 谷原及魚溪-拉科姆（Canyon Meadows / Fish Creek-Lacombe，南線）
- 2003年12月15日 - 代豪斯（Dalhousie，西北線）
- 2004年6月28日 - 蕭納西及索默斯特-布莱特伍德（Shawnessy / Somerset-Bridlewood South Line，南线）
- 2009年6月15日 - 鸦爪（Crowfoot，西北線）
- 2012年8月27日 - 马丁代尔及鞍镇（Martindale / Saddletowne，东北线）
- 2014年8月25日 - 托斯卡尼（Tuscany，西北线）

2012年12月10日，蓝线（202线）的延伸线——8.2公里长，设有6座车站的西线（West Line）开通营运，成为25年来整个系统中新增的首条新线路。

## 收費
卡加利交通局實施全市劃一收費，不論車程長短均收取同樣價格，並允許在輕鐵與巴士服務之間轉車一次。乘客手持有效輕鐵車票，即可於90分鐘內免費轉乘巴士；由巴士轉乘輕鐵，則需向巴士車長領取轉車票（transfer），作為乘搭輕鐵時之免付款憑證。
| 收費種類             | 價格 (加元)      |
| 現金票價             | $3.40            |
| 青年票價             | $2.35            |
| 十張普通票           | $34.00           |
| 十張青年票           | $23.50           |
| 全日通               | $10.75           |
| 青年全日通           | $7.75            |
| 全月通               | $106.00          |
| 青年全月通           | $77.00           |
| 全月通（優惠價）     | 依购票人收入定价 |
| 長者全年通           | $140.00          |
| 長者全年通（優惠價） | $25.00           |

- 5歲以下之小童可免費乘車。
- 青年票適用於就讀第1至12班之學生或6-17歲之小童。
- 憑輕鐵車票可於購票後指定時限內轉乘卡加利交通營辦之巴士路綫。而憑登上巴士時車長發出之轉車票（Transfer）亦可免費轉乘輕鐵。
- 位于市中心南7大道上的车站（自蓝线专属的市中心西/柯尔比站起始向东至市政厅站止，包括所有红线蓝线共用的车站）构成“市中心免费区”（Downtown free fare zone），區內车站之间的行程无需付费。

## 路綫及車站列表
截至2018年，卡加利輕鐵兩條營運路線上共有四十五個車站。除市中心數個車站以外，大多數乘客往返市郊車站之時，都會選擇乘搭接駁巴士或於以泊車轉乘方式，將自己的私家車停放在車站鄰近的停車場並轉乘公共交通。
- 红綫 （201号线，托斯卡尼至索默斯特-布莱特伍德 Tuscany/Somerset-Bridlewood，行走西北线-市中心南7大道公交走廊-南线）
- 蓝綫 （202号线，鞍镇至西南69街 Saddletowne/69th St. SW，行走东北线-市中心南7大道公交走廊-西线）。

### 红线（201线）沿途各站
| 中文譯名                                 | 英文站名                  | 所屬路綫 | 线区   | 通車年份 | 位置座標                                        |
| ---------------------------------------- | ------------------------- | -------- | ------ | -------- | ----------------------------------------------- |
| 托斯卡尼站                               | Tuscany                   | 201      | 西北线 | 2014     | 51°08′07″N 114°14′15″W / 51.13528°N 114.23750°W |
| 鸦爪站                                   | Crowfoot                  | 201      | 西北线 | 2009     | 51°07′21″N 114°12′24″W / 51.12250°N 114.20667°W |
| 代豪斯站                                 | Dalhousie                 | 201      | 西北线 | 2003     | 51°06′12″N 114°09′39″W / 51.10333°N 114.16083°W |
| 布伦伍德站                               | Brentwood                 | 201      | 西北线 | 1990     | 51°05′15″N 114°07′56″W / 51.08750°N 114.13222°W |
| 大學站                                   | University                | 201      | 西北线 | 1987     | 51°04′49″N 114°07′23″W / 51.08028°N 114.12306°W |
| 班夫徑站                                 | Banff Trail               | 201      | 西北线 | 1987     | 51°04′15″N 114°06′55″W / 51.07083°N 114.11528°W |
| 獅子公園站                               | Lions Park                | 201      | 西北线 | 1987     | 51°03′54″N 114°06′12″W / 51.06500°N 114.10333°W |
| 南亞省理工學院／亞省藝術設計學院／銀禧站 | SAIT/ACAD/Jubilee         | 201      | 西北线 | 1987     | 51°03′47″N 114°05′28″W / 51.06306°N 114.09111°W |
| 陽邊站                                   | Sunnyside                 | 201      | 西北线 | 1987     | 51°03′21″N 114°05′03″W / 51.05583°N 114.08417°W |
| 西南8街站                                | 8 Street SW               | 201、202 | 市中心 | 1981     | 51°02′49″N 114°04′52″W / 51.04694°N 114.08111°W |
| 西南6街站 西南7街站                      | 6 Street SW 7 Street SW   | 201、202 | 市中心 | 1981     | 51°02′48″N 114°04′30″W / 51.04667°N 114.07500°W |
| 西南3街站 西南4街站                      | 3 Street SW 4 Street SW   | 201、202 | 市中心 | 1981     | 51°02′48″N 114°04′13″W / 51.04667°N 114.07028°W |
| 西南1街站 中央街站                       | 1 Street SW Centre Street | 201、202 | 市中心 | 1981     | 51°02′48″N 114°03′51″W / 51.04667°N 114.06417°W |
| 市政厅站                                 | City Hall                 | 201、202 | 市中心 | 1981     | 51°02′47″N 114°03′29″W / 51.04639°N 114.05806°W |
| 維多利亞公園／牛仔節站                   | Victoria Park/Stampede    | 201      | 南线   | 1981     | 51°02′18″N 114°03′30″W / 51.03833°N 114.05833°W |
| 愛爾頓／牛仔節站                         | Erlton/Stampede           | 201      | 南线   | 1981     | 51°01′56″N 114°03′31″W / 51.03222°N 114.05861°W |
| 39大道站                                 | 39th Avenue               | 201      | 南线   | 1981     | 51°01′03″N 114°03′42″W / 51.01750°N 114.06167°W |
| 奇努克站                                 | Chinook                   | 201      | 南线   | 1981     | 50°59′50″N 114°03′58″W / 50.99722°N 114.06611°W |
| 傳統站                                   | Heritage                  | 201      | 南线   | 1981     | 50°58′43″N 114°04′27″W / 50.97861°N 114.07417°W |
| 南地站                                   | Southland                 | 201      | 南线   | 1981     | 50°57′51″N 114°04′36″W / 50.96417°N 114.07667°W |
| 安達臣站                                 | Anderson                  | 201      | 南线   | 1981     | 50°57′17″N 114°04′29″W / 50.95472°N 114.07472°W |
| 谷原站                                   | Canyon Meadows            | 201      | 南线   | 2001     | 50°56′10″N 114°04′12″W / 50.93611°N 114.07000°W |
| 魚溪-拉科姆站                            | Fish Creek-Lacombe        | 201      | 南线   | 2001     | 50°55′23″N 114°04′22″W / 50.92306°N 114.07278°W |
| 蕭納西站                                 | Shawnessy                 | 201      | 南线   | 2004     | 50°54′38″N 114°04′14″W / 50.91056°N 114.07056°W |
| 索默斯特-布莱特伍德                      | Somerset-Bridlewood       | 201      | 南线   | 2004     | 50°53′57″N 114°04′09″W / 50.89917°N 114.06917°W |

### 蓝线（202线）沿途各站
| 中文譯名             | 英文站名                  | 所屬路綫 | 线区   | 通車年份 | 位置座標                                             |
| -------------------- | ------------------------- | -------- | ------ | -------- | ---------------------------------------------------- |
| 西南69街站           | 69th St. SW               | 202      | 西线   | 2012     | 51°02′15″N 114°11′26″W / 51.03750°N 114.19056°W      |
| 史洛科站             | Sirocco                   | 202      | 西线   | 2012     | 51°02′13″N 114°10′17″W / 51.03694°N 114.17139°W      |
| 西南45街站           | 45th St. SW               | 202      | 西线   | 2012     | 51°02′16″N 114°09′12″W / 51.03778°N 114.15333°W      |
| 西溪站               | Westbrook                 | 202      | 西线   | 2012     | 51°02′23″N 114°08′17″W / 51.03972°N 114.13806°W      |
| 沙加纳皮峰站         | Shaganappi Point          | 202      | 西线   | 2012     | 51°02′29″N 114°07′24″W / 51.04139°N 114.12333°W      |
| 苏纳塔站             | Sunalta                   | 202      | 西线   | 2012     | 51°02′41.28″N 114°05′56″W / 51.0448000°N 114.09889°W |
| 市中心西／柯尔比站   | Downtown West – Kerby     | 202      | 市中心 | 2012     | 51°02′49″N 114°05′15″W / 51.04694°N 114.08750°W      |
| 西南8街站            | 8 Street SW               | 201、202 | 市中心 | 1981     | 51°02′49″N 114°04′52″W / 51.04694°N 114.08111°W      |
| 西南6街站 西南7街站  | 6 Street SW 7 Street SW   | 201、202 | 市中心 | 1981     | 51°02′48″N 114°04′30″W / 51.04667°N 114.07500°W      |
| 西南3街站 西南4街站  | 3 Street SW 4 Street SW   | 201、202 | 市中心 | 1981     | 51°02′48″N 114°04′13″W / 51.04667°N 114.07028°W      |
| 西南1街站 中央大街站 | 1 Street SW Centre Street | 201、202 | 市中心 | 1981     | 51°02′48″N 114°03′51″W / 51.04667°N 114.06417°W      |
| 市政厅站             | City Hall                 | 201、202 | 市中心 | 1981     | 51°02′47″N 114°03′29″W / 51.04639°N 114.05806°W      |
| 橋地／紀念路站       | Bridgeland/Memorial       | 202      | 东北线 | 1985     | 51°02′56″N 114°02′26″W / 51.04889°N 114.04056°W      |
| 動物園站             | Zoo                       | 202      | 东北线 | 1985     | 51°02′51″N 114°01′30″W / 51.04750°N 114.02500°W      |
| 巴洛／麥斯貝站       | Barlow/Max Bell           | 202      | 东北线 | 1985     | 51°02′45″N 114°00′25″W / 51.04583°N 114.00694°W      |
| 富蘭克林站           | Franklin                  | 202      | 东北线 | 1985     | 51°02′50″N 113°59′38″W / 51.04722°N 113.99389°W      |
| 馬爾堡站             | Marlborough               | 202      | 东北线 | 1985     | 51°03′32″N 113°58′54″W / 51.05889°N 113.98167°W      |
| 倫度站               | Rundle                    | 202      | 东北线 | 1985     | 51°04′30″N 113°58′54″W / 51.07500°N 113.98167°W      |
| 白角站               | Whitehorn                 | 202      | 东北线 | 1985     | 51°05′11″N 113°58′54″W / 51.08639°N 113.98167°W      |
| 麥禮特－西風站       | McKnight-Westwinds        | 202      | 东北线 | 2007     | 51°05′52″N 113°58′54″W / 51.09778°N 113.98167°W      |
| 马丁代尔站           | Martindale                | 202      | 东北线 | 2012     | 51°07′11″N 113°57′39″W / 51.11972°N 113.96083°W      |
| 鞍镇站               | Saddletowne               | 202      | 东北线 | 2012     | 51°07′30″N 113°56′54″W / 51.12500°N 113.94833°W      |

## 未来发展

### 既有线路延伸
目前红线的南端和蓝线的两端均有进一步的延伸计划。红线计划向南延伸两站至南210大道；蓝线西端计划延伸一站至西85街，东北端计划至少延伸4站至北128大道红石社区（Redstone）附近。

### 绿线
卡尔加里市政府规划修建两条新的放射线路：东南线（Southeast Line）和北线（North Line），并于市中心以修建地下线形式将两条线路连接，形成一条新的线路（绿线/203线）。目前绿线规划已初步通过市议会的审批，首期工程（北16大道至雪柏，16 Avenue North / Shepard）计划于2020年开工。

### 连接机场计划
规划从东北线（蓝线）修建一条支线连接至卡尔加里国际机场。

## 外部連結
- 卡加利交通局（页面存档备份，存于）
- LRT in Calgary（非官方網頁，含有關卡加利輕鐵的豐富資訊）
- www.ctrainmap.com（加入輕鐵車站標籤的谷歌地圖）